# قطعنامه ۳۵ شورای امنیت
قطعنامه ۳۵ شورای امنیت سازمان ملل متحد که در تاریخ ۰۳ اکتبر ۱۹۴۷ تصویب شد، سندی بین‌المللی دربارهٔ مسئلهٔ اندونزی است. این قطعنامه طی نشست ۲۰۷ام با ۹ موافق، ۰ مخالف و ۲ ممتنع تصویب شد.